# Liste der Bodendenkmäler in Mühlhausen (Oberpfalz)
Auf dieser Seite sind die Bodendenkmäler in der Oberpfälzer Gemeinde Mühlhausen zusammengestellt. Diese Tabelle ist eine Teilliste der Liste der Bodendenkmäler in Bayern. Grundlage ist die Bayerische Denkmalliste, die auf Basis des Bayerischen Denkmalschutzgesetzes vom 1. Oktober 1973 erstmals erstellt wurde und seither durch das Bayerische Landesamt für Denkmalpflege geführt wird. Die folgenden Angaben ersetzen nicht die rechtsverbindliche Auskunft der Denkmalschutzbehörde.

## Bodendenkmäler in Mühlhausen
| Lage                              | Objekt | Akten-Nr.     | Bild           |
| --------------------------------- | --- | ------------- | -------------- |
| Mühlhausen (Oberpfalz) (Standort) | Siedlung der Latènezeit. | D-3-6734-0011 |                |
| Mühlhausen (Oberpfalz) (Standort) | Siedlungen der Jungsteinzeit und der Latènezeit. | D-3-6734-0012 |                |
| Mühlhausen (Oberpfalz) (Standort) | Siedlungen der Urnenfelderzeit und Latènezeit. | D-3-6734-0014 |                |
| Mühlhausen (Oberpfalz) (Standort) | Siedlung mit Grabenwerk vor- und frühgeschichtlicher Zeitstellung. | D-3-6734-0016 |                |
| Mühlhausen (Oberpfalz) (Standort) | Siedlung vor- und frühgeschichtlicher Zeitstellung. | D-3-6734-0017 |                |
| Mühlhausen (Oberpfalz) (Standort) | Ringwall vor- und frühgeschichtlicher Zeitstellung, Höhensiedlungen der Bronzezeit, der Urnenfelderzeit, der Hallstattzeit und des Frühmittelalters. | D-3-6834-0046 |                |
| Mühlhausen (Oberpfalz) (Standort) | Mittelalterlicher Burgstall, genannt Ruine Schweppermann. | D-3-6834-0047 |                |
| Mühlhausen (Oberpfalz) (Standort) | Siedlungen der Bronzezeit, der Späthallstattzeit und der Spätlatènezeit. | D-3-6834-0048 |                |
| Mühlhausen (Oberpfalz) (Standort) | Siedlungen der Jungsteinzeit und der Latènezeit. | D-3-6834-0050 |                |
| Mühlhausen (Oberpfalz) (Standort) | Siedlung mit Grabenwerk vor- und frühgeschichtlicher Zeitstellung. | D-3-6834-0051 |                |
| Mühlhausen (Oberpfalz) (Standort) | Siedlung vor- und frühgeschichtlicher Zeitstellung. | D-3-6834-0053 |                |
| Mühlhausen (Oberpfalz) (Standort) | Siedlung vor- und frühgeschichtlicher Zeitstellung. | D-3-6834-0054 |                |
| Mühlhausen (Oberpfalz) (Standort) | Siedlungen der Jungsteinzeit, der Urnenfelderzeit und der Spätlatènezeit. | D-3-6834-0057 |                |
| Mühlhausen (Oberpfalz) (Standort) | Siedlung vor- und frühgeschichtlicher Zeitstellung. | D-3-6834-0058 |                |
| Mühlhausen (Oberpfalz) (Standort) | Siedlung vor- und frühgeschichtlicher Zeitstellung. | D-3-6834-0063 |                |
| Mühlhausen (Oberpfalz) (Standort) | Siedlung vor- und frühgeschichtlicher Zeitstellung. | D-3-6834-0064 |                |
| Mühlhausen (Oberpfalz) (Standort) | Siedlung vor- und frühgeschichtlicher Zeitstellung. | D-3-6834-0067 |                |
| Mühlhausen (Oberpfalz) (Standort) | Siedlung vor- und frühgeschichtlicher Zeitstellung. | D-3-6834-0068 |                |
| Mühlhausen (Oberpfalz) (Standort) | Hallstattzeitlicher Bestattungsplatz mit verebneten Grabhügeln. | D-3-6834-0070 |                |
| Mühlhausen (Oberpfalz) (Standort) | Wallanlage vor- und frühgeschichtlicher Zeitstellung, mittelalterliche Burgställe Obersulzbürg und Niedersulzbürg, mesolithische Freilandstation, Siedlungen der Jungsteinzeit (Linearbandkeramik, Gruppe Oberlauterbach, Altheimer Kultur, Chamer Gruppe, Glockenbecherkultur), der Bronzezeit, der Urnenfelderzeit, der Späthallstatt- /Frühlatènezeit, der Spätlatènezeit der Völkerwanderungszeit und des Mittelalters. | D-3-6834-0073 |                |
| Mühlhausen (Oberpfalz) (Standort) | Siedlung der Frühlatènezeit. | D-3-6834-0074 |                |
| Mühlhausen (Oberpfalz) (Standort) | Vorgeschichtliche Siedlung. | D-3-6834-0077 |                |
| Deining (Standort)                | Vorgeschichtlicher Bestattungsplatz mit Grabhügeln. | D-3-6834-0093 |                |
| Mühlhausen (Oberpfalz) (Standort) | Siedlungen der Bronzezeit, der Urnenfelderzeit und der Frühlatènezeit. | D-3-6834-0123 |                |
| Mühlhausen (Oberpfalz) (Standort) | Siedlung der mittleren Bronzezeit. | D-3-6834-0126 |                |
| Mühlhausen (Oberpfalz) (Standort) | Archäologische Befunde des Mittelalters und der frühen Neuzeit im Bereich der Evang.- Luth. Pfarrkirche St. Martin in Mühlhausen, darunter die Spuren von Vorgängerbauten bzw. älterer Bauphasen. | D-3-6834-0128 |                |
| Mühlhausen (Oberpfalz) (Standort) | Archäologische Befunde des Mittelalters und der frühen Neuzeit im Bereich der Evang.- Luth. Kirche St. Willibald in Hofen, darunter die Spuren von Vorgängerbauten bzw. älterer Bauphasen. | D-3-6834-0130 |                |
| Mühlhausen (Oberpfalz) (Standort) | Siedlung vor- und frühgeschichtlicher Zeitstellung. | D-3-6834-0131 |                |
| Mühlhausen (Oberpfalz) (Standort) | Mittelalterliche und frühneuzeitliche Wüstung Grashof. | D-3-6834-0132 |                |
| Mühlhausen (Oberpfalz) (Standort) | Archäologische Befunde des Mittelalters und der frühen Neuzeit im Bereich der Evang.- Luth. Pfarrkirche St. Ottmar in Kerkhofen, darunter die Spuren von Vorgängerbauten bzw. älterer Bauphasen. | D-3-6834-0133 |                |
| Mühlhausen (Oberpfalz) (Standort) | Archäologische Befunde des Mittelalters und der frühen Neuzeit im Bereich der Evang.- Luth. Pfarrkirche St. Petrus in Bachhausen, darunter die Spuren von Vorgängerbauten bzw. älterer Bauphasen. | D-3-6834-0135 |                |
| Mühlhausen (Oberpfalz) (Standort) | Siedlung vor- und frühgeschichtlicher Zeitstellung. | D-3-6834-0143 |                |
| Mühlhausen (Oberpfalz) (Standort) | Archäologische Befunde des Mittelalters und der frühen Neuzeit im Bereich der Kath. Kirche Mariä Himmelfahrt in Weihersdorf, darunter die Spuren von Vorgängerbauten bzw. älterer Bauphasen. | D-3-6834-0193 |                |
| Mühlhausen (Oberpfalz) (Standort) | Archäologische Befunde des Mittelalters und der frühen Neuzeit im Bereich der Evang.- Luth. Pfarrkirche Hl. Dreifaltigkeit in Sulzbürg, darunter die Spuren von Vorgängerbauten bzw. älterer Bauphasen. | D-3-6834-0199 |                |
| Mühlhausen (Oberpfalz) (Standort) | Archäologische Befunde des abgegangenen frühneuzeitlichen Markttores von Sulzbürg. | D-3-6834-0200 |                |
| Mühlhausen (Oberpfalz) (Standort) | Archäologische Befunde des Mittelalters und der frühen Neuzeit im Bereich der Evang.- Luth. Schlosskirche St. Michael in Sulzbürg, darunter die Spuren von Vorgängerbauten bzw. älterer Bauphasen. | D-3-6834-0201 |                |
| Mühlhausen (Oberpfalz) (Standort) | Archäologische Befunde des Mittelalters und der frühen Neuzeit im Bereich der Kath. Pfarrkirche Mater Dolorosa in Sulzbürg. | D-3-6834-0202 |                |
| Mühlhausen (Oberpfalz) (Standort) | Archäologische Befunde des Mittelalters und der frühen Neuzeit im Bereich der Evang.- Luth. Pfarrkirche St. Elisabeth in Rocksdorf, darunter die Spuren von Vorgängerbauten bzw. älterer Bauphasen. | D-3-6834-0208 |                |
| Mühlhausen (Oberpfalz) (Standort) | Archäologische Befunde des Mittelalters und der frühen Neuzeit im Bereich der Kath. Kirche St. Johannes Evangelist in Wappersdorf, darunter die Spuren von Vorgängerbauten bzw. älterer Bauphasen. | D-3-6834-0210 |                |
| Mühlhausen (Oberpfalz) (Standort) | Archäologische Befunde des Mittelalters und der frühen Neuzeit im Bereich des ehem. Schlosses in Wappersdorf, darunter die Spuren von Vorgängerbauten bzw. älterer Bauphasen. | D-3-6834-0211 |                |
| Mühlhausen (Oberpfalz) (Standort) | Archäologische Befunde der abgegangenen frühneuzeitlichen Kapelle St. Stephan bei Wappersdorf. | D-3-6834-0214 |                |
| Mühlhausen (Oberpfalz) (Standort) | Siedlung der Späthallstatt-/Frühlatènezeit. | D-3-6834-0218 |                |
| Mühlhausen (Oberpfalz) (Standort) | Erdbauten des Ludwig-Donau-Main-Kanals (1836-45). | D-3-6834-0240 | weitere Bilder |
| Mühlhausen (Oberpfalz) (Standort) | Mittelalterlicher Burgstall. | D-3-6834-0244 |                |
| Mühlhausen (Oberpfalz) (Standort) | Wüstung der mittelalterlichen und frühneuzeitlichen Kirche und Propstei Zum Grab, genannt Klösterlein Grab. | D-3-6834-0246 |                |
| Mühlhausen (Oberpfalz) (Standort) | Spätlatènezeitliche Viereckschanze. | D-3-6834-0249 |                |